# Magic (Axel Rudi Pell)
Magic è il sesto album della band speed metal/power metal del chitarrista tedesco Axel Rudi Pell. Pubblicato nel 1997, è l'ultimo disco del gruppo a vedere la partecipazione di Jeff Scott Soto, Christian Wolff e Jörg Michael.

## Tracce
1. "Swamp Castle Overture" (Intro)
2. "Nightmare"
3. "Playing With Fire"
4. "Magic"
5. "Turned to Stone"
6. "The Clown is Dead"
7. "Prisoners of the Sea"
8. "Light in the Sky"
9. "The Eyes of the Lost"
10. "Total Eclipse (Opus #2, Allegro E Andante)" (Bonus Track)

## Formazione
- Axel Rudi Pell – chitarra
- Jeff Scott Soto – voce
- Christian Wolff – tastiera
- Volker Krawczak – basso
- Jörg Michael – batteria